# Amherst County
Amherst County är ett administrativt område i delstaten Virginia, USA, med 32 353 invånare. Den administrativa huvudorten (county seat) är Amherst.

## Geografi
Enligt United States Census Bureau så har countyt en total area på 1 240 km². 1 231 km² av den arean är land och 9 km² är vatten. 

### Angränsande countyn
- Rockbridge County, Virginia - nordväst
- Nelson County, Virginia - nordost
- Appomattox County, Virginia - sydost
- Campbell County, Virginia - syd
- Lynchburg, Virginia - syd
- Bedford County, Virginia - sydväst